# Distrito de Paramonga

Provincia de Barranca (Lima)

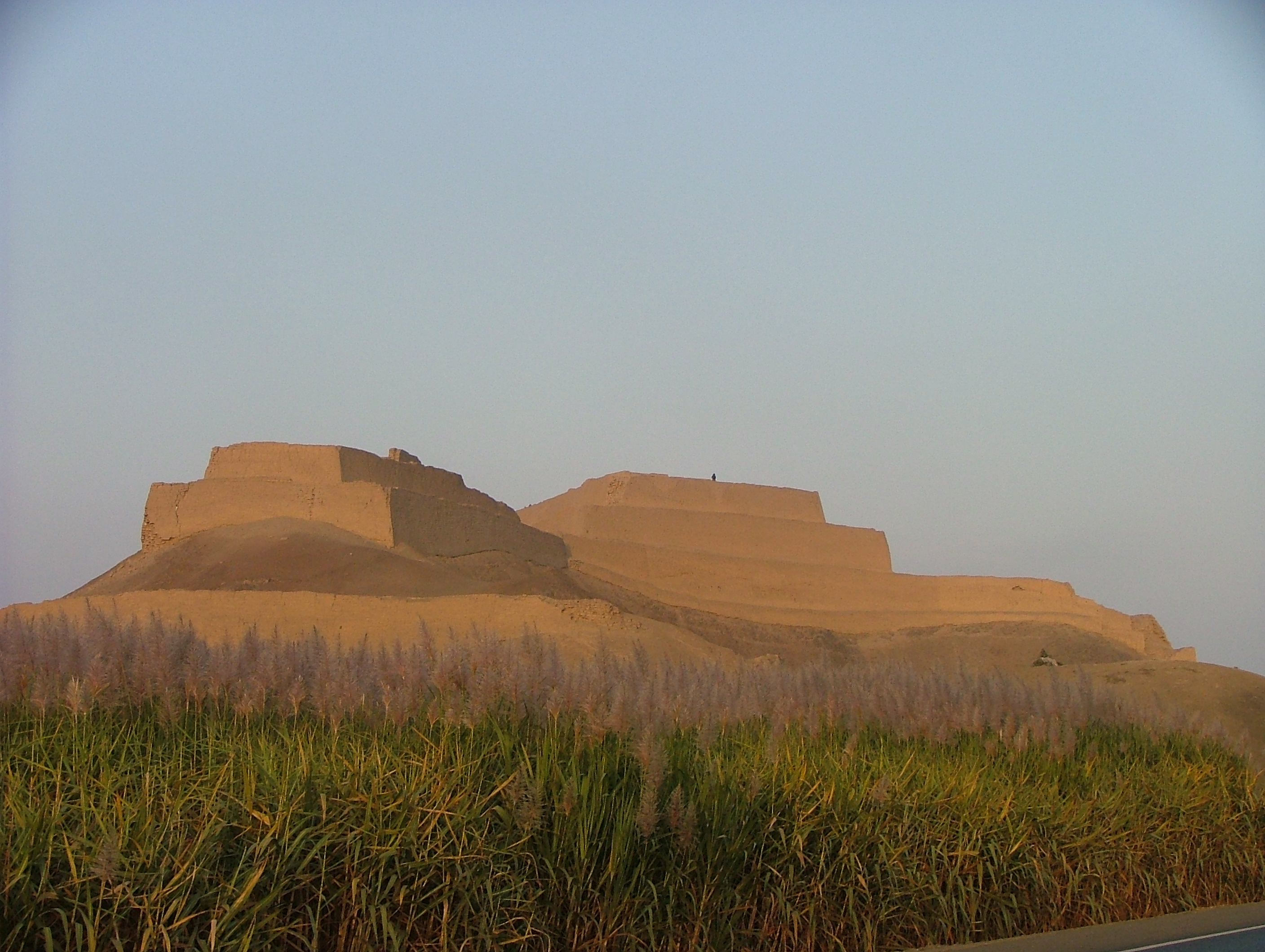
Fortaleza de Paramonga.

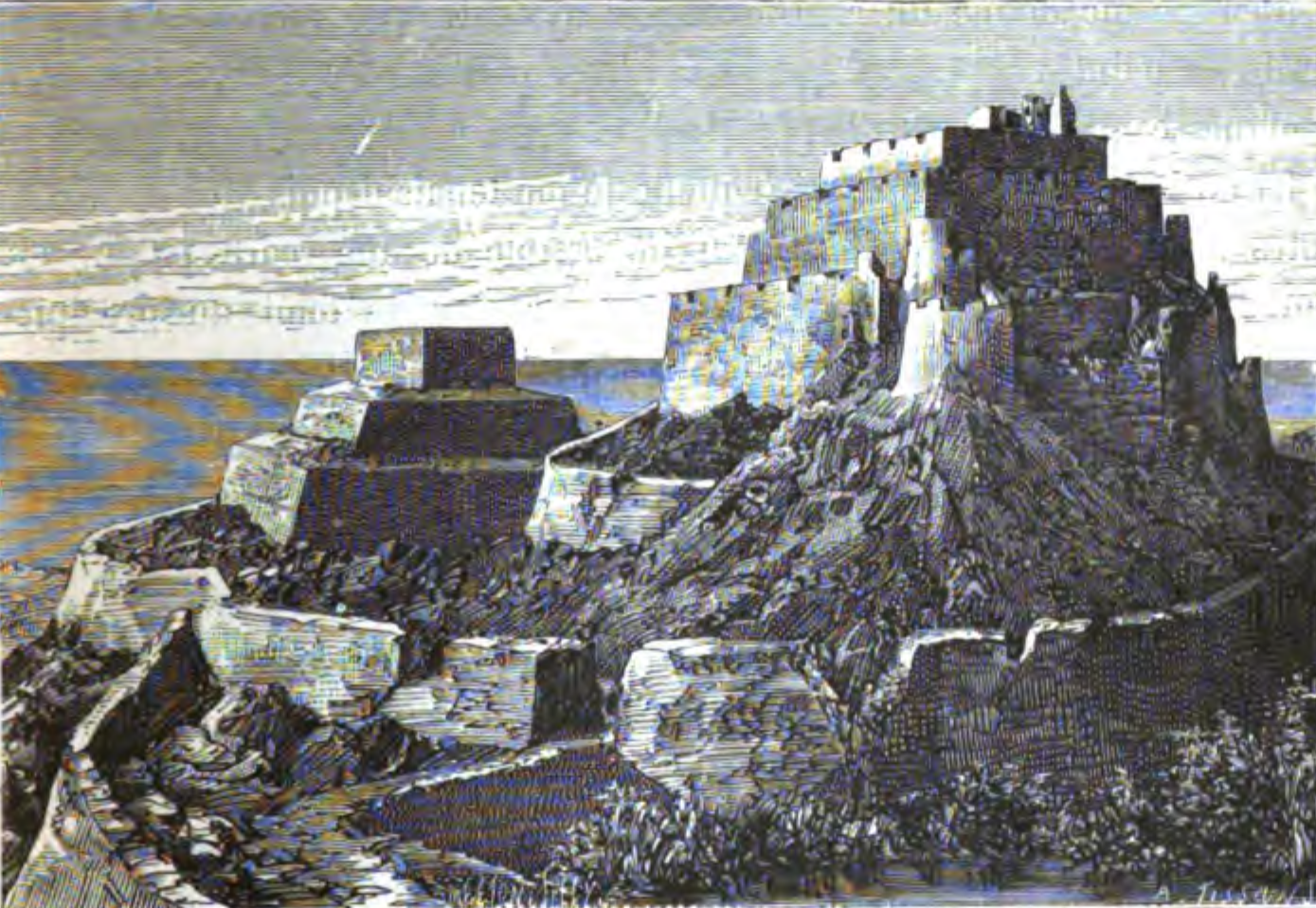
Ilustración de la Fortaleza cerca de Paramonga en el libro de Charles Wiener de 1880 Pérou et Bolivie. Récit de voyage.

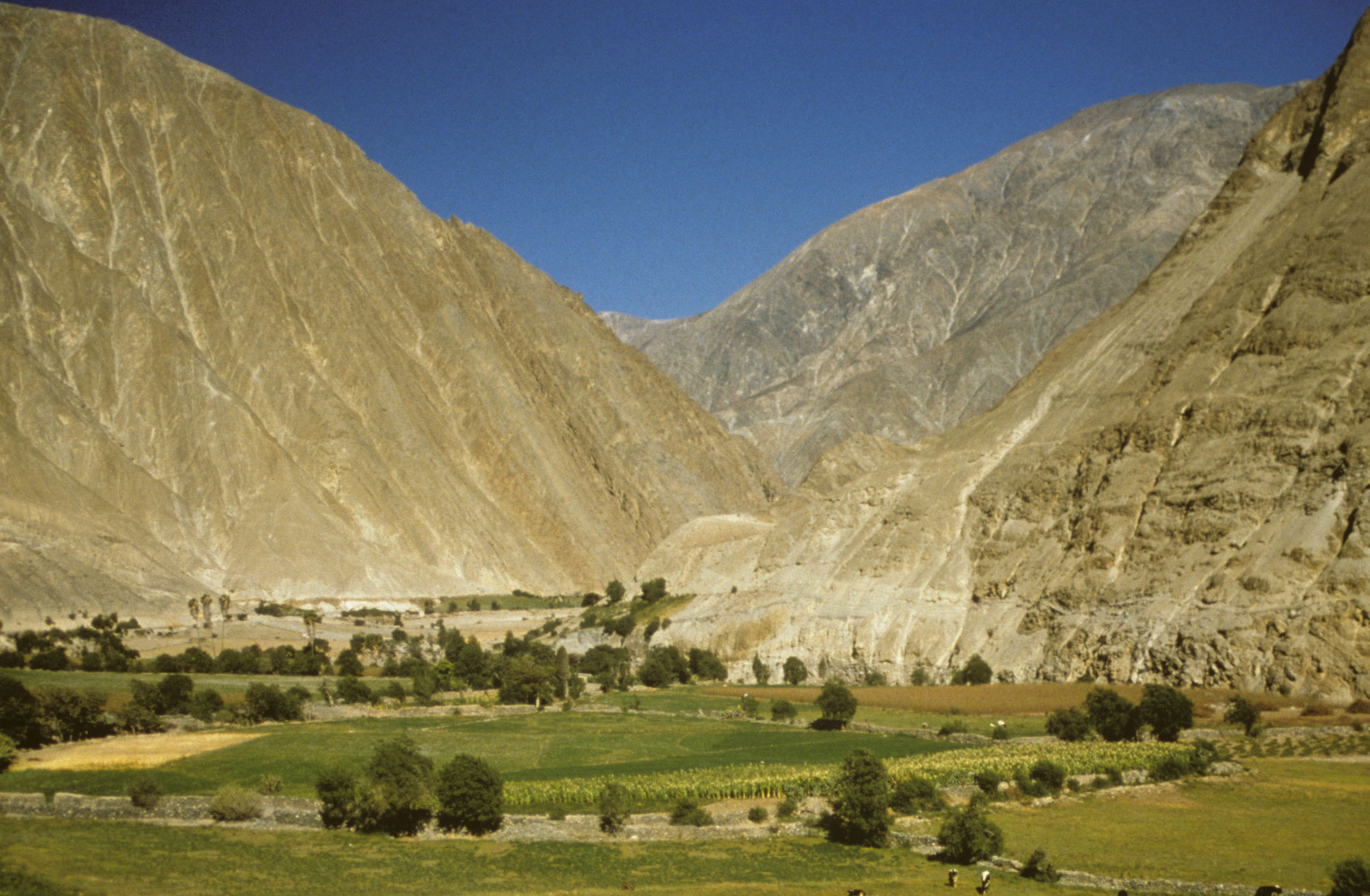
Valle fértil rodeado de montañas áridas en la región de Paramonga, Perú

El distrito de Paramonga es uno de los cinco que conforman la provincia de Barranca, ubicada en el departamento de Lima, en la Costa del Perú. Se encuentra en la circunscripción del Gobierno Regional de Lima. Es en la historia del Perú el primer distrito agroindustrial, esto debido a la existencia de fábricas dedicadas a la producción de derivados de la caña de azúcar.
Dentro de la división eclesiástica de la Iglesia Católica del Perú, pertenece a la Diócesis de Huacho

## Etimología
El término paramonga proviene del idioma mochica hablado por los pueblos de costa norte, entre ellos los chimúes, quienes se asentaron en el Valle Fortaleza. Su significado es el siguiente:
- para (vasallos)
- monga (por aquí)

La traducción sería “Vasallos de por aquí”.[cita requerida]
Si se aceptase la tesis de Torero, de que por aquí surgió el quechua, paramonga provendría de para= lluvia y munqa= desinencia verbal de ocurrencia, es decir, "va a llover".

## Historia
El poblamiento del valle probablemente se inicia con la presencia de grupos humanos en el periodo de los formativos regionales pre-Chavín (2000 a. C.), en la elaboración y fabricación de la práctica agrícola, inicios en la elaboración y fabricación de cerámicas, construcción de centro ceremoniales, etc. Los valles son los lugares propicios para desarrollar dichas actividades, especialmente la agricultura, que a la vez ofrece a estos grupos humanos sedentarizarse, y es más, servirse de los recursos que les brinda el litoral. Estos y otros elementos fueron muy importantes y atractivos para los hombres que buscaban mejores condiciones naturales y geográficas óptimas para establecerse.
Años después, en el periodo Formativo (I Horizonte) se expande la cultura chavín (1000 a. C.), que también establecerá ciertas influencias a aquella pequeña población. Con el transcurrir de los años se unieron y amalgamaron con mayor fuerza y número las corrientes mochicas en expansión, venidas del norte por los años 500 d. C. La integración de los mochicas al contexto social de grupos primarios de agricultores, pescadores, artesanos, etc., generó la creación de nuevas formaciones sociales y económicas más complejas en su organización estructural, técnico y productivo y también en el campo ideológico y religioso. Esto lo podemos comprobar en los testimonios históricos hallados y existentes, como las cerámicas en sus diversas manifestaciones, monumentos arquitectónicos, aprovechamiento del suelo llano para la agricultura, canalización y distribución del agua, etc.
Sobre la base de los mochicas y sumándose al desarrollo alcanzado, hacia el año 1300 de nuestra era se desarrolla el gran reino chimú, el cual, en su mayor momento de expansión llegó a dominar los valles de la costa norte desde Tumbes hasta Paramonga, o según otros, más al sur, hasta el valle de Chillón en Lima. 
Según la crónica del Padre Antonio de la Calancha, Paramonga fue tributaria del Gran Chimú:

Un Cazique de lo que oy se llama Trugillo, llamado el Chimo, siendo de natural brioso, de ánimo alentado, i de coraçón anbicioso, a imitación de los Ingas del Cuzco (que sienpre las acciones valerosas crían enbidias, i animan desalientos) fue conquistando los Indios Yungas, i aziendo tributarias las Provincias destos llanos desde Parmunga, asta Payta i Tunbes, cobrando tributos en ropa i comidas, i obligando a seys mil Indios a que de las sierras le trugesen oro, plata, chaquiras i cobre…
Antonio de la Calancha, Crónica moralizada del orden de San Agustín en el Perú, Libro Tercero, capítulo 2 (1638-1653)

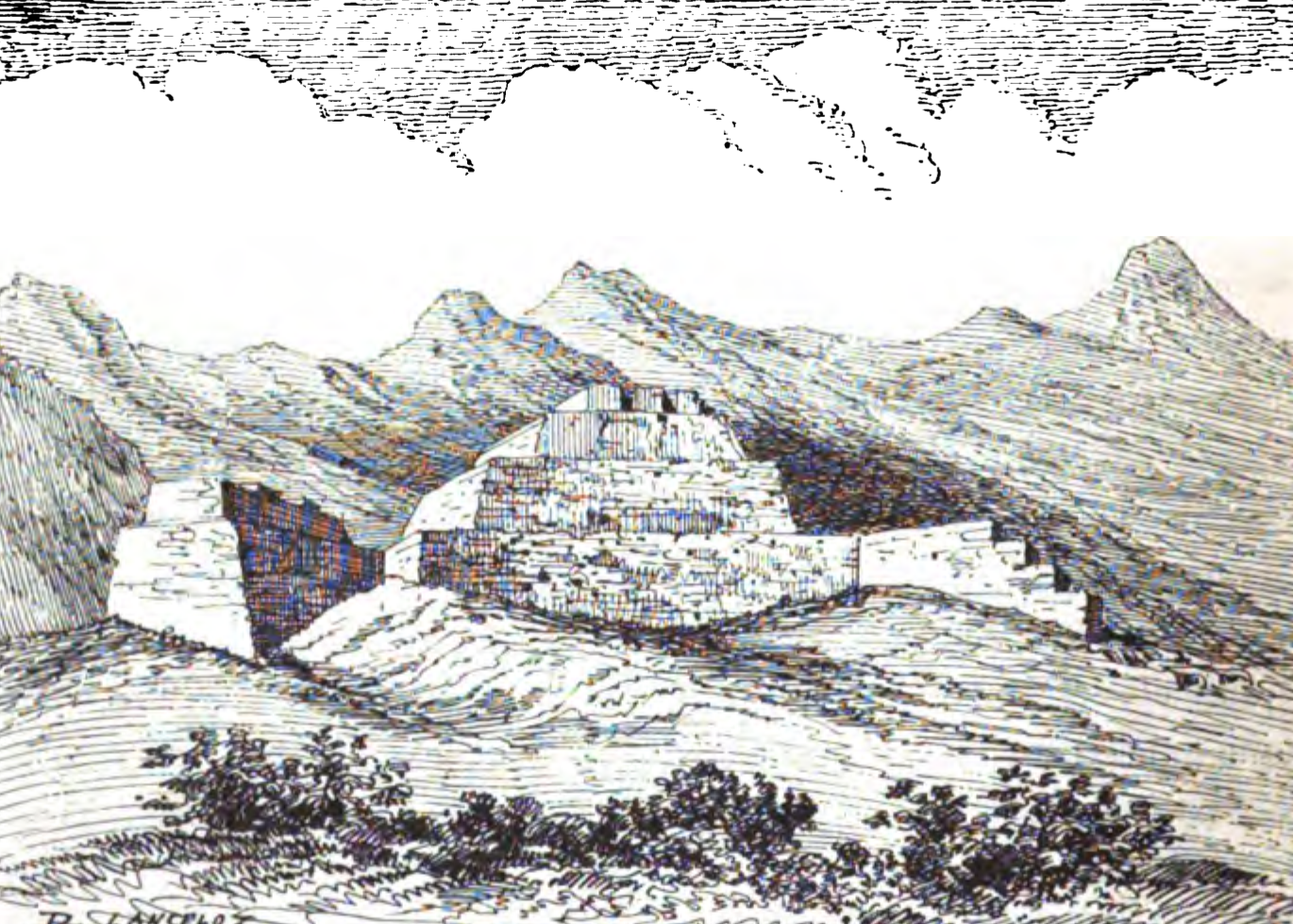
Ilustración de la Fortaleza cerca de Paramonga en el libro de Charles Wiener de 1880 Pérou et Bolivie. Récit de voyage.

Según Pablo Macera, Paramonga pertenecía a la tercera región chimú, que comprendía desde el río Santa hasta el río Pativilca.
Durante el dominio chimú (1200 a 1400 d. C.), en el periodo intermedio tardío, Paramonga sería una zona muy estratégica en términos geográficos y militares, elementos que fueron utilizados por el poderoso imperio costeño. Al igual que los mochicas, los chimúes lograron configurar una sociedad mucho más desarrollada en el aspecto técnico, militar y cultural, aunque en cuanto a las relaciones sociales de producción continuó el fortalecimiento de una minoría gobernante que sometía y explotaba a la masa de campesinos y artesanos.
En el mismo periodo del intermedio tardío, paralelamente al desarrollo de los Chimú, en la parte sur del territorio andino se encontraba otro pequeño reino, el de los cusqueños, conformado por diversos ayllus que llegaron a la región al mando de Ayar Manco o Manco Cápac quien fue su curaca principal. Este pueblo se extendió enormemente sobre la base de sus conquistas, llegando también a someter a los chimúes del norte y posesionándose de sus territorios y riquezas.
Luego de un corto periodo de dominio de los cusqueños, quienes gracias a su enorme expansión y poderío se convirtieron en el  Tahuantinsuyo, por un espacio menor de cien años, se produjo la invasión y conquista europea a partir del año 1532, suceso que significará la destrucción cultural andina y la implantación de un ordenamiento colonial que durará casi trescientos años de dominación española, hasta los años 1821-1824 en que se produce la independencia para luego establecerse el sistema republicano de corte aristocrático.

## Acerca de la población de Paramonga en el período prehispánico
El valle de Fortaleza y el área ubicada entre el río que lleva este mismo nombre y el río Pativilca, estuvo poblada desde tiempos remotos, prehispánicos, es decir, con anterioridad a la llegada de los españoles a lo que hoy se llama Perú. Esta afirmación lo demuestran los testimonios arqueológicos que evidencian la presencia de Caballete, Huaricanga, Porvenir, Cerro Blanco etc. de más de cinco mil años, después culturas como los mochicas, llamada Proto-Chimú por Max Uhle, o Mochic por Julio C. Tello, y también los chimúes. Por tal razón podemos decir que Paramonga es una expresión de cultura con original y larga historia, donde los hombres que forjaron este entorno ejercieron constante modificación del ámbito social, que fue cambiado y desarrollado a la vez, producto de la contradicción del hombre con el ámbito natural, pero principalmente, producto de sus propias contradicciones sociales, lográndose de esta manera, formar una población asentada en estas fértiles tierras, aptas para el cultivo y otras actividades.

## Geografía

### Ubicación
Paramonga está ubicado al norte de la capital de la provincia de Barranca, a unos 192 km Lima.

### Límites
- Norte: con el distrito de Colquioc (provincia de Bolognesi, departamento de Áncash) y distrito de Huarmey (provincia de Huarmey, departamento de Áncash).
- Sur: con el distrito de Pativilca (provincia de Barranca, departamento de Lima).
- Este: con el distrito de San Pedro (provincia de Bolognesi, departamento de Áncash)
- Oeste: con el mar Peruano.

### Relieve
El relieve de Paramonga es un valle aluvial, ya que su área se extiende entre los márgenes del río Fortaleza y parte de la margen derecha del río Pativilca.

### Hidrografía
Los recursos hidráulicos son muy importantes para la vida y desarrollo del pueblo, ya que los ríos proveen de agua a los valles y generan condiciones favorables para que sus pobladores puedan realizar diversas actividades como la agricultura, ganadería, industrias y otros, así como dotan de servicio de electrificación.
Los ríos que forman el valle e intervienen en la vida del poblador paramonguino son:
• El Río Fortaleza: Nace en el Departamento de Áncash, Perú, en las estribaciones de la Cordillera Negra. Recorre el valle agroindustrial de Paramonga, cruza la provincia de Barranca de este a oeste, desembocando sus aguas en el Océano Pacífico. Los principales cultivos son la caña de azúcar y el algodón. 
• El Río Pativilca: Nace en la cordillera de Piscapaccha, al SE del Departamento de Áncash, corre inicialmente al Sur, recibe por la margen izquierda un afluente formado por la unión de los ríos Gorgor y Rapaichaca y se dirige al Oeste. Desemboca el Océano Pacífico, entre las ciudades de Pativilca y Barranca.

### Clima
Factor que condiciona la producción agrícola, ganadera, forma de las viviendas, el vestir, la alimentación y los modos de vida en general de la población paramonguina.
- En verano el clima es muy cálido y húmedo a la vez por la cercanía del mar. La temperatura máxima es de 28,5 °C.
- En invierno el clima es muy frío y bastante húmedo. Se presenta en algunas oportunidades algunas lloviznas o garúas. No hay lluvias regulares y la temperatura máxima en el invierno es de 22 °C y la mínima de 9 °C.

### Flora
La vegetación vive espontáneamente formando grupos herbáceos (hierbas) y otras asociadas. Entre las que destacan las siguientes:
- Plantas que crecen en las márgenes de los ríos: el carrizo, la caña brava, el pájaro bobo, el molle, la hierba santa, el sauce, la retama, el durango, etc.
- Próxima a las playas: la grama salada, la ruisoma o champa y el yuyo.
- En las zonas de humedad permanente encontramos el llantén, la cola de caballo, el berro, la totora, los helechos, etc.

### Fauna
En la fauna marina encontramos variedad de peces, moluscos y crustáceos. Entre los peces encontramos a la caballa, el jurel, el borracho, el pejerrey, el pejesapo, la liza, etc. Entre los moluscos tenemos a choros y chanques. Entre los crustáceos existen cangrejos, muy-muy, camarones, etc.
La fauna terrestre está formado por mamíferos, reptiles y aves. Entre los mamíferos están la muca, el zorrillo, el gato montes, y demás animales que viven dentro de los sembríos de caña de azúcar, los cultivos de pan llevar y los montes ribereños. Entre los reptiles viven especies como las lagartijas y las culebrillas. Entre los artrópodos tenemos al ciempiés.

## Población

### Demografía
| Ciudad    | Población Total | Hombres | Mujeres |
| --------- | --------------- | ------- | ------- |
| Paramonga | 28,000          | 14 300  | 15 701  |

### Migración
muchas personas, llegaron procedentes de la sierra de Perú(huaraz y lugares aledaños principalmente) trayendo también sus costumbres, comidas y creencias, que hicieron esto parte de Paramonga

### Urbanización
- Urb. El Olivar
- Urb. Miguel Grau
- Urb. Ciudad de Dios
- Urb. Los Jardines
- Urb. Experimento
- Urb. 7 de Junio
- Urb. San Patricio
- Urb. El Bosque
- Urb. Los Chalets
- Urb. Colonial
- Urb. Las Delicias

### Salud
- Centro de salud 7 de junio
- Posta de Essalud

## Autoridades

### Municipales
- 2019 - 2022[3]
  - Alcalde:
- Eduardo García Pagador (Avanza País - Partido de Integración Social)
  - Regidores:

  1. Judith María Huertas Bazán (Avanza País - Partido de Integración Social)
  2. Geremías Javier Solano Venancio (Avanza País - Partido de Integración Social)
  3. Kelly Judith Durand Saldaña (Avanza País - Partido de Integración Social)
  4. Jeremy Alexander Pineda Tinoco (Todos por el Perú)
  5. Javier Segundo Espinoza Cruz (Partido Patria Joven)

Alcaldes anteriores
- 2015-2018: Fernando Floriano Alvarado Moreno, Partido Alianza para el Progreso (APP).
- 2011 - 2014:[4] Roberto Manuel Díaz de la Cruz, Agrupación Vecinal Recuperemos Paramonga (AVRP).[5]
- 2007 - 2010: Carlos Raymundo Tamayo Conde, Movimiento Plan Paramonga (PP).
- 2003 - 2006: Enrique Alberto Respicio López, Movimiento independiente Desarrollo y Tecnología.
- 1999 - 2002: José Domingo Ortega Narváez, Movimiento Unidos por Paramonga.
- 1996 - 1998: Guillermo Chávez Contreras, Movimiento Paramonga al Cambio.

### Policiales
- Comisaría de Paramonga
  - Comisario: COMANDANTE PNP Luis ANGULO VALLADARES.[6]

## Educación

### Instituciones educativas
- Colegio Divino Corazón de Jesús
- Colegio Nuestra Señora del Carmen
- Colegio Fiscalizada de Varones 21577
- Colegio Fiscalizada de Mujeres 21578
- Colegio Miguel Grau
- Colegio José Carlos Mariátegui
- Colegio Santa Rosa de Lima
- Colegio Los Angelitos.
- Colegio San Martín de Porras
- Colegio Víctor Raúl Haya de la Torre 20987 (El Maracaná)

## Economía

### Comercio
- Mercado Virgen De Las Mercedes
- Mercado Verde o Mercado Central
- Mercado Santa Rosa

### Agricultura
La caña de azúcar

### Ganadería
- Ganado vacuno
- Ganado caprino

### Turismo
- Fortaleza de Paramonga
- Cerro de la Horca
- Caballete
- Casa de Huéspedes
- Parque El Reloj
- Plaza de Armas
- Parque Infantil

Gastronomía
- Picante de cuy
- Puchero
- Seco de Cordero
- Cebiche de pato

## Infraestructuras

### Energía Eléctrica
- EMSEMSA
- Empresa de Serv. Elect. Munic. de Paramonga S.A. encargada de la distribución de energía eléctrica.

### Transporte y conectividad
- La ciudad de paramonga se une a la Panamericana Norte, que atraviesa los departamentos de Lima, Ancash, La Libertad, Lambayeque, Piura y Tumbes.

### Telecomunicaciones
- Movistar
- Claro

- Entel
- Bitel

### Medios de comunicación
- Nedtel ( Pga TV )
- Econocable  ( Bca TV )

## Principales empresas

### Sociedad Agrícola Paramonga limitada (SPL)
Empresa formada por la W.R. Grace & Co tras la compra en 1926 de la hacienda Paramonga a la familia Canaval. En 1960 la empresa cambió su razón social a Sociedad Paramonga Limitada.

### Agroindustrial Paramonga
Agroindustrial Paramonga S.A.A., es una empresa que se dedica principalmente a la producción de azúcar de caña y otros negocios vinculados, cuenta con 1,327 colaboradores, está ubicada en la Av.Ferrocarril n.º 212 distrito de Paramonga, provincia de Barranca a 206 km de la ciudad de Lima.

## Festividades

### Virgen de las Mercedes
En el año 1940, cuando la hacienda de Paramonga pertenecía a la corporación W.R. Grace, los trabajadores del campo y de las fábricas, en su mayoría procedentes del Callejón de Huaylas, especialmente de Huaraz y Carhuaz, continuaba solicitando permiso para viajar a su tierra de origen y así venerar a la santísima “Mama Meche” en la fiesta tradicionales de septiembre y octubre y por tal razón, se ausentaban de Paramonga un buen tiempo, dejando abandonado los campos de cañaverales y la fábrica; presentándose así un problema que se repetía año tras año.
Ante esta preocupación, el ingeniero Valentín Quesada, administrador general de la Empresa, optó por traer desde España la imagen de la “Virgen de las Mercedes” que hoy los paramonguinos veneran en la iglesia que lleva su nombre. Pero cuando esta imagen llegó a Paramonga estuvo en la iglesia antigua, ambiente que hoy es ocupado por la municipalidad del distrito.
Es así como el 26 de septiembre del mismo año, se reunieron en la parroquia las familias Ronceros, Martínez, Dilucca, Seguín, Huamán, Vergara, Cabanillas, Moreno, Neyra, Baca y otras más de los padres franciscanos, institución que tiene la tarea de organizar y programar las actividades de cada año, siendo el día principal el 24 de septiembre.
Las fiestas en honor a “Mama Meche” contaban con el apoyo de la misma empresa Grace, por el cual los mayordomos y responsables de la celebraciones recibían donaciones, como carnero , alcohol y dinero en efectivo, que se sumaba a los productos y donación de los mismos pobladores llamados obsequiantes o “Quellis”.
Fiesta patronal que se realiza en el mes de SEPTIEMBRE , precisamente el primero lo organiza la hermandad con su directiva reuniéndolos anticipadamente a todos los mayordomos de fiesta para su cumplimiento. La festividad dura 4 días.
22 de septiembre (Rompe calle o Anti víspera)
23 de septiembre (Víspera)
24 de septiembre (Día central)
25 de septiembre (Misa de colocación)

### Señor de la Soledad
Fiesta patronal que se realiza en el mes de mayo, precisamente el primero lo organiza la hermandad con su directiva reuniéndolos anticipadamente a todos los mayordomos de fiesta para su cumplimiento. La festividad dura 4 días.
- 29 de abril (Rompe calle o Antivíspera)
- 30 de abril (Víspera)
- 1 de mayo (Día central)
- 2 de mayo (Misa de colocación)

Participan en esta festividad, grupos de danzantes:
- Shaqshas
- Atahualpas
- Huanquillas
- Caballeros de Huari
- Pieles Rojas
- Negritos de Cajacay

Dándole un hermoso colorido y exhibiendo sus multicolores es traída por los huaracinos en el año 1960 y desde aquel año cada vez se celebra con mayor devoción y profunda religiosidad, comprometiendo a todo aquel peregrino y la población, danzantes y simpatizantes en general en mantener viva la esperanza y fe como también derrama su bendición a todos los creyentes en su recorrido procesional.